# Телтулл, Родман
Родман Телтулл (англ. Rodman Teltull; 29 января 1994, Корор) — легкоатлет, представляющий на международных стартах Палау. Участник Олимпийских игр.

## Биография
Первыми соревнованиями в карьере Родмана Телтулла стали Игры Микронезии, которые в 2010 году проходили в его родном городе Корор. На них спринтер завоевал полный комплект медалей, в том числе золото в эстафете и личную бронзу на дистанции 200 метров.
В 2012 году сначала принимал участия в чемпионате мира в помещении, где на дистанции 60 метров занял 61-е место, показав личный рекорд 7,20. Позднее принимал участие в Олимпийских играх. На церемонии открытия он нёс флаг Палау. Выступая на дистанции 100 метров он выбыл в первом раунде даже несмотря на то, что он обогнал спортсменов из Тувалу и Маршалловых островов и показал личный рекорд — 11,06.